# Прирічне (Воронезька область)
Прирічне (рос. Приречное) — село у Верхньомамонському районі Воронезької області Російської Федерації.
Населення становить 636 осіб. Входить до складу муніципального утворення Приріченське сільське поселення.

## Історія
Населений пункт розташований у межах українського історико-культурного регіону Східної Слобожанщини. До Перших визвольних змагань належав до Воронезької губернії.
Від 1928 року належить до Верхньомамонського району, спочатку в складі Центрально-Чорноземної області, а від 1934 року — Воронезької області.
Згідно із законом від 15 жовтня 2004 року входить до складу муніципального утворення Приріченське сільське поселення.

## Населення
| 2010 | 2012 | 2013 | 2014 | 2015 | 2016 | 2017 |
| ---- | ---- | ---- | ---- | ---- | ---- | ---- |
| 762  | ↘751 | ↘736 | ↘726 | ↘692 | ↘669 | ↘664 |
| 2018 |      |      |      |      |      |      |
| ↘636 |      |      |      |      |      |      |